# Brantes
Brantes là một xã của tỉnh Vaucluse, thuộc vùng Provence-Alpes-Côte d’Azur, miền đông nam nước Pháp.